# Friedrich Ernst zu Hohenlohe-Langenburg
Friedrich Ernst zu Hohenlohe-Langenburg (* 16. Mai 1750 in Langenburg; † 24. Oktober 1794 in Villers-Cotterêts) war Graf und Prinz von Hohenlohe-Langenburg sowie Offizier im Dienst der Republik der Sieben Vereinigten Provinzen der Niederlande.

## Biografie
Friedrich Ernst zu Hohenlohe-Langenburg war der jüngste Sohn des regierenden Grafen Ludwig zu Hohenlohe-Langenburg, der 1764 zum Reichsfürsten erhoben wurde, und seiner Gemahlin Eleonore von Nassau-Saarbrücken (1707–1769), eine Tochter des Grafen Ludwig Kraft.
Friedrich Ernst zu Hohenlohe-Langenburg trat in den holländischen Militärdienst ein und stieg dort bis in den Rang eines Obristleutnants auf. Im Laufe des Ersten Koalitionskriegs gegen die Französische Republik geriet er in Gefangenschaft und starb im Alter von 44 Jahren als französischer Kriegsgefangener in Villers-Cotterêts bei Soissons. Seine historische Bedeutung erlangte er postum als Ahnherr der böhmisch-katholischen Linie des Hauses Hohenlohe-Langenburg.

## Nachkommen
Am 7. Februar 1773 heiratete er auf Schloss Wolvega bei Weststellingwerf in Friesland die Jonkvrouw (Freiin) Magdalena Adriana van Haren (* 23. April 1746 in Den Haag; † 28. September 1822). Sie war die Tochter von Onno Zwier van Haren und Sara Adele van Huls.
Aus der Ehe gingen folgende Kinder hervor:
- Ludwig Christian August (* 23. Januar 1774 in Wolvega; † 31. Januar 1844 in Stuttgart) ⚭ 24. September 1816 in Kirchberg: Luise Prinzessin zu Hohenlohe-Kirchberg (* 16. September 1784 in Kirchberg; † 14. Januar 1821 in Ludwigsburg)

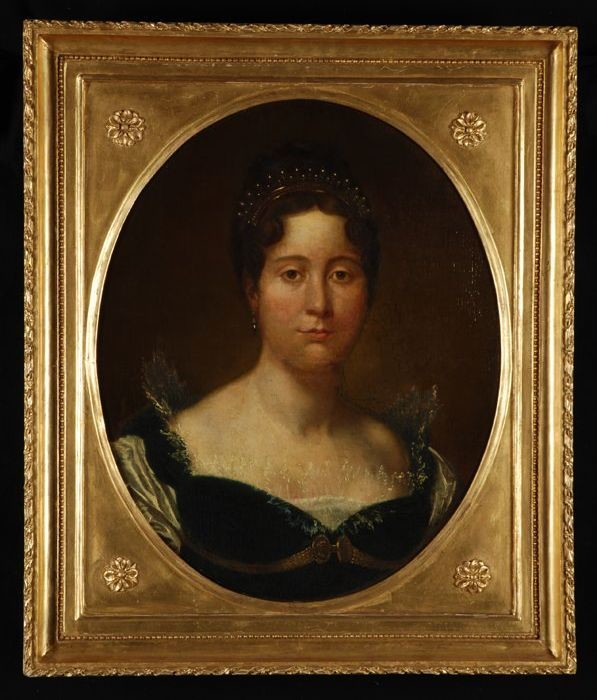
Auguste Eleonore Karoline Gräfin von Hohenlohe-Langenburg (1775–1813)

- Auguste Eleonore Karoline (* 30. März 1775; † 24. Januar 1813 in Berlin) ⚭ Juli 1803 in Den Haag: Dirk van Hogendorp, comte de l’Empire († 29. Oktober 1822 in Novo Sion bei Rio de Janeiro)

- Karl Gustav Wilhelm (* 29. August 1777 in Leeuwarden; † 26. Juni 1866 in Brünn) ⚭ 15. Januar 1816 in Brünn: Friederike Ladislava Prinzessin zu Fürstenberg (* 27. Juli 1781 in Wels; † 11. Juli 1858 in Brünn), Stammeltern der katholischen Seitenlinie des Hauses Hohenlohe-Langenburg in Böhmen

- Philippine Henriette Sophie (* 30. Mai 1779 in Groningen; † 19. Mai 1860)

- Karl Philipp Ernst (* 19. September 1781; † 6. März 1839 in Graz)

- Charlotte Juliane (* 11. Oktober 1784; † 31. August 1796 in Groningen)

- Wilhelmine Christiane Henriette (* 21. Juni 1787; † 3. Februar 1858)

- Eleonore Magdalena Friederike (* 4. April 1792; † 30. März 1811)